# Querelle de Brest (film)
Querelle de Brest (Querelle) è un film del 1982 diretto da Rainer Werner Fassbinder.
Si tratta dell'ultimo film del regista tedesco, prima della sua morte nel 1982, causata probabilmente da una overdose. Tratto dal romanzo Querelle de Brest di Jean Genet fu presentato alla 39ª Mostra internazionale d'arte cinematografica di Venezia.

## Trama
La nave Vengeur con a bordo il marinaio Querelle, comandata da Seblon che nutre un tenero ed inconfessato amore per Querelle, attracca al porto di Brest. Querelle, sceso a terra alla ricerca di suo fratello Robert, contrabbanda della droga e conosce alla Feria, il più celebre ed elegante bordello della città, il padrone del locale, Nono, e sua moglie Lysianne, amante di Robert.

## Produzione
La storia si snoda nei bassifondi del porto, tra ladri, prostitute, assassini e amori omosessuali, alla ricerca della vera identità di Querelle. Lo stile è marcatamente antirealistico: il film è girato interamente in teatro di posa, con scenografie espressionistiche e barocche con marcate suggestioni falliche, una fotografia che ne accentua l'innaturalezza esaltando i toni del rosso, ampio uso della voce fuori campo, dialoghi letterari.
Il testo della canzone intonata da Lysiane è tratto dal componimento La ballata del carcere di Reading, di Oscar Wilde. La musica è di Peer Raben. Il pezzo è diventato la sigla del programma televisivo Amore criminale trasmesso da Rai3. Della sceneggiatura originale di Fassbinder esiste una riduzione per il teatro realizzata nel 2002 da Antonio Latella e Federico Bellini e messa in scena per la regia di Latella nello stesso anno.

## Distribuzione
(Marcel Carné, Presidente della Giuria del Festival di Venezia 1982)
Il film venne presentato al Festival del cinema di Venezia del 1982 pochi mesi dopo la morte del regista. Il presidente della giuria, Marcel Carné, lo propose per il Leone d'oro e lottò strenuamente per la consegna del premio che però fu attribuito ad un altro film tedesco, Lo stato delle cose di Wim Wenders. Il film è stato distribuito in Italia come vietato ai minori e con un taglio di circa 110'' della scena in cui Querelle ha un rapporto sessuale passivo con Nono. Il DVD del film, pubblicato dalla Ripley's Home Video, mantiene il titolo originale Querelle e contiene la versione integrale.